# Astri Jacobsen
Astri Jacobsen, född 15 maj 1922 i Eidsberg, död 4 november 2013 i Oslo, var en norsk skådespelare.
Jacobsen var engagerad vid Trøndelag Teater, Det Nye Teater och Oslo Nye Teater. Hon gjorde även ett 20-tal film- och TV-roller och debuterade 1952 i Det kunne vært deg. Hennes sista roll var i filmen Evas öga (1999).
Hon erhöll Statens reisestipend 1982.

## Filmografi (urval)
- 1952 – Det kunne vært deg
- 1953 – Ung frue forsvunnet
- 1953 – Den evige Eva
- 1959 – Støv på hjernen
- 1962 – Nå gjør vi så...!
- 1965 – De kalte ham Skarven
- 1966 – Før frostnettene
- 1966 – Broder Gabrielsen
- 1966 – Lille Lord Fauntleroy (TV-serie)
- 1971 – Full utrykning
- 1980 – Den som henger i en tråd (TV-serie)
- 1980 – Stop It!
- 1986 – Ulrikke (TV-serie)
- 1999 – Evas öga